# أغوستين بيريز سوريانو
أغوستين بيريز سوريانو (بالإسبانية: Agustín Pérez Soriano) هو ملحن إسباني، ولد في 28 أغسطس 1846، وتوفي في 27 فبراير 1907.

## وصلات خارجية
- أغوستين بيريز سوريانو على موقع ميوزك برينز (الإنجليزية)